# Pedrarias de Almesto

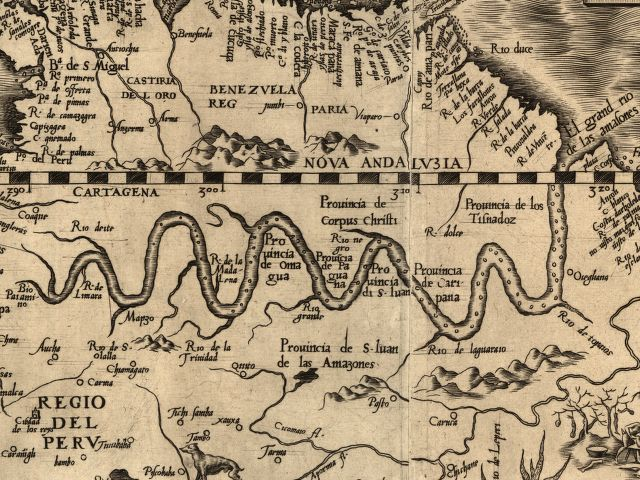
Cuenca del Amazonas en el mapa de 1562 de Diego Gutiérrez.

Pedrarias de Almesto (o Pedro Arias de Almesto) (Zafra, Badajoz, ca. 1540 - ?), fue un joven español que acompañó a Lope de Aguirre y que para salvar la cabeza tuvo que adaptarse a las circunstancias durante el periplo de muerte que protagonizó Aguirre, apodado «El Tirano».

## Biografía
El pendolista Pedrarias de Almesto (o Pedro Arias de Almesto), nació en Zafra (Badajoz) sobre 1540, en el seno de una familia hidalga (al parecer, emparentado con los Suárez de Figueroa), donde recibió “esmerada educación y cristianos principios”, según las manifestaciones que de él hace Lope de Aguirre, el cual, después de la muerte del gobernador Pedro de Ursúa, por sus cualidades y fácil manejo de la pluma, lo tomó como secretario de su funesta expedición por el río Amazonas.
Buscando quizás aventuras, mejorar situación económica o satisfacer el prurito de la gloria castrense, Pedrarias de Almesto, era todavía muy joven y se embarca para Indias llegando a Perú, cuando en este territorio se prodigaban las imposiciones hegemónicas y explotaban las guerras de banderías, cuando el territorio era un hervidero de traiciones porque la soldadesca indisciplinada y revoltosa, vagaba ociosa por los diferentes pueblos y ciudades peruanas.

## El Amazonas
Ante los conflictos sociales suscitados por esta oscura panorámica, el virrey Andrés Hurtado de Mendoza Marqués de Cañete, toma cartas en el asunto y organiza una expedición para el descubrimiento de El Dorado, con la intención de hacer una limpieza de revoltosos y desocupados. Nombra gobernador de la expedición al navarro Pedro de Ursúa, y con 400 soldados que se han alistado, llamados  marañones, emprenden la marcha hacia la búsqueda del Dorado. 
Quizás no encontrando otra cosa que hacer de mayor provecho, de momento, Pedrarias también se alistaba en esa expedición, pero tiene la suerte de que Ursúa lo nombra secretario, y el 26 de septiembre de 1560, desde las empinadas montañas andinas, salían hacia su objetivo previsto, siguiendo el curso del nacimiento del Amazonas.
El apuesto Pedro de Ursúa, para que la jornada no se le hiciera tediosa, en contra de lo que se le había aconsejado, se lleva a Inés de Atienza, una hermosa mestiza peruana. Por motivos paternales, Aguirre también se llevaba a Elvira, su única hija, una adolescente de 15 años que le había nacido en Cuzco, producto de la unión con una princesa india. Elvira iba al cuidado de una vieja matrona a quien llamaban “la Torralba”.
Desde el primer día que se vieron Elvira y Pedrarias, nacía un inocente romance; y hasta el mismo Lope de Aguirre, pensando en el futuro de su hija, le había tomado aprecio al pulido escribano, y veía con buenos ojos que ambos coquetearan bajo la vigilancia de “la Torralba”. En el futuro, y dada la relación que ambos mantenían, la jovencita se convertiría en su “el ángel de la guarda”.

## Opresión y muerte
A los pocos días de la salida, Aguirre comenzará a intrigar y a buscar la forma de hacerse con el mando. Pequeño de cuerpo, andar renqueante, facciones duras y voz potente, tenía la facultad de hacerse respetar y ser temido; y con inusitada maestría, fue ganándose a los revoltosos y formando su partido, y en los primeros días de enero de 1561, asesinaban al gobernador Ursúa y a su lugarteniente. 
En el discurrir de la travesía los acontecimientos cambian de rumbo y posición, y los Aguirre irán eliminando a los que les estorban o se oponen a su voluntad; así irán cayendo doña Inés de Atienza, don Fernando de Guzmán, el capitán Zalduendo, su amigo Labandera, y hasta el cura Henao… y más de una decena que se atrevieron a discutir sus decisiones, o no estaban conforme con las caprichosas directrices, esas que imponían Aguirre con la espada, o con el garrote vil.
Según sus propias manifestaciones, la locura invade a Lope de Aguirre porque se siente olvidado y relegado por el Poder Real, que nada le ha recompensado por los servicios que ha prestados a la Corona. Con esa obsesión y esa panorámica tan sombría, los expedicionarios siguen el curso del Amazonas, salen al mar y enrumban a la isla de Margarita, donde llegarán el 21 de julio de 1561. Nada más llegar, el vengativo y desquiciado Aguirre, convertirá la isla en un cementerio; el gobernador, las autoridades y todo aquel que ose recriminarles el abuso, los pasarán por las armas o le darán garrote.

## La escapada
Pedrarias de Almesto, que está muy lejos de parecerse a la jauría de revoltosos que conforman la expedición, ha tragado saliva muchas veces, resignadamente ha seguido de cerca todos los acontecimientos, ha flirteado con Elvira y pacientemente ha esperado para escapar de aquel infierno. Cuando desembarcan en la isla, finge que le duele un pie y se queda rezagado con la intención de escapar. Pero Aguirre, que está siempre vigilante a todo, se da cuenta de la jugada y lo manda prender para que le corten la cabeza.
Pero Elvira, que caminaba al lado de su padre, cuando traen al joven, bañada en lágrimas, le pide de rodillas que le perdone la vida, y Pedrarias de Almesto logra salvarse en aquella ocasión. Pero el escribano, sigue con la idea de escapar y cada día que pasa le aumenta la ansiedad; y máxime cuando logra evadirse, en una canoa su amigo Pedro Alonso Galeas, que al enterarse Aguirre le da un ataque de rabia y se venga con los habitantes de la isla.
El tirano está insoportable, desconfía hasta de su sombra; como piensa que los isleños ayudan a los soldados que quieren evadirse, manda prender algunos y les hace darle garrote vil, a doña Ana de Rojas, una de las más respetadas damas de la isla, también la hace fusilar; y hasta un cura que se atrevió a negarle la absolución por sus pecados, también mandaría que le dieran garrote. 

## El ángel de la guarda
En cuanto desembarcan en las costas de Venezuela, Pedrarias y su amigo Alarcón, se escapan y se esconden en unos apartados matorrales. Aguirre, monta en cólera cuando se entera y envía una partida para que los busquen, con la amenaza de que si no los encuentran, pagarán con su vida la huida de los dos. Al fin los apresan y los llevan ante Aguirre. Como Alarcón no tiene “ángel de la guarda” será ahorcado y descuartizado su cuerpo. Otra vez Elvira romperá en lágrimas y lamentos y nuevamente conseguirá salvar al escribano Pedrarias.
Siguiendo su camino de tropelías, los de Aguirre llegan a Barquisimeto y se apoderaban de la ciudad; estos, cercados por las fuerzas reales, acogiéndose al perdón que les ofrecían, cada día desertaban unos cuantos. Aguirre, que imagina su final, con ese amor de padre, piensa en Pedrarias para confiarle a su hija, ya que lo ve como el único caballero de sus mesnadas; pero cuando salen a buscarlo, el escribano también se ha pasado a las fuerzas reales.

## Horas de agonía
Cuando le informan que Pedrarias se ha escapado, al tirano Aguirre lo invaden la soledad y la rabia; sabe que no le perdonarán los crímenes cometidos y que los pagará con la vida ¿Y qué será de su pequeña, de su querida Elvira cuándo él muera? Era lo único hermoso que había tenido en su vida; y “para que no sirva de colchón de ningún esbirro”, como él decía, la mata a puñaladas.
Momentos después entraban las fuerzas reales en la estancia y encontraban aquel dantesco escenario. La Torralba lloraba en un rincón, Lope de Aguirre estaba apoyado en una ventana, a su lado yacía el cuerpo agonizante de Elvira. Entran en la estancia el maestre de campo Diego García de Paredes y varios capitanes, detrás iba Pedrarias con varios soldados.
Aguirre con pasmosa frialdad y dolor de padre frustrado, cuando descubre a Pedrarias, amargamente le recrimina su desleal huida, y el atribulado escribano que en aquellos momentos había descubierto el ensangrentado cuerpo de Elvira y la miraba con desoladora angustia, no repara cuando Aguirre, dolido por su comportamiento le dice: ¡Ah, señor Pedrarías!… ¿Qué malas obras os hice yo?
Cuando Aguirre estaba rogándole a García de Paredes que le dejase hablar, moría en la misma estancia por un tiro de arcabuz que le disparó uno de sus marañones esbirros. Al terminar la odisea, Pedrarias de Almesto va a presentarse a la Real Audiencia de Santafé; las autoridades le abrirán juicio, pero su inocencia quedó ampliamente demostrada por los testimonios de los soldados de Aguirre, inclusive testificaron a su favor los facinerosos que condenaron a muerte.
Exponerse dos veces a perder la vida por huir del influjo de Aguirre, lo exoneraba de todo cargo. En su arriesgada aventura amazónica había aprendido una amarga lección; desengañado de la gloria y de la búsqueda del quimérico oro, que a todos enloquecía, volvió a España y dejó la milicia.

## Aclaraciones
El río Amazonas (o Marañón, como antes se le denominaba, y que ha dado origen a numerosas leyendas y conflictos entre los que osaron recorrerlo) ha despertado el interés y espoleado la pluma en todas las épocas desde su descubrimiento. Intereses justificados por los que lo recorrieron, como en el caso de Pedrarías de Almesto, quien también escribiría una crónica de sus experiencia en la funesta expedición de Ursúa y la rebelión de Lope de Aguirre.
Una vez que Pedrarias queda absuelto de cargos por la Real Audiencia de Santafé, descubre que su compañero de aventuras, Francisco Vázquez, también había escrito una relación que la tomará como modelo Predrarias para materializar su Jornada de Omaguas y Dorado.